# Уильямс, Джордж (футболист)
Джордж Кристофер Уильямс (англ. George Christopher Williams; 7 сентября 1995, Милтон-Кинс, Англия) — валлийский футболист, полузащитник клуба «Форест Грин Роверс». Выступал в сборной Уэльса. Участник чемпионата Европы 2016 года.
Мать Уильямса родилась в Уэльсе, поэтому он принял решение выступать за сборную этой страны.

## Клубная карьера
Уильямс — воспитанник клуба английского «Милтон-Кинс Донс» из своего родного города. Летом 2012 года он перешёл в «Фулхэм». Вместе с новым клубом Джордж выбыл из Премьер-лиги. 16 августа 2014 года в матче против «Миллуолла» он дебютировал в Чемпионшипе. В начале 2015 года Уильямс на правах аренды вернулся в родной «Милтон Кинс Донс». 17 февраля в поединке против «Колчестер Юнайтед» он дебютировал в первой лиге. В одном из матчей Уильямс получил травму, в результате которой остался на полгода вне игры. Несмотря на это Джордж стал победителем первой лиги в составе «МК Донс». Летом 2015 года он вернулся в «Фулхэм».
В начале 2016 года Уильямс на правах аренды перешёл в «Джиллингем». 20 февраля в матче против «Олдем Атлетик» он дебютировал за новую команду. После окончания аренды Джордж присоединился к «Фулхэму».

## Международная карьера
4 июня 2014 года в товарищеском матче против сборной Нидерландов Уильямс дебютировал за сборную Уэльса.
Летом 2016 года Джонатан в составе сборной принял участие в чемпионате Европы во Франции. На турнире он был запасным и на поле не вышел.